# Explora I
Die Explora I ist ein Kreuzfahrtschiff von Explora Journeys und das Typschiff von fünf weiteren Schiffen dieser Klasse.

## Allgemeines
Mit dem Bau des am 11. März 2019 in Auftrag gegebenen Schiffes wurde am 11. Juni 2021 als Baunummer 6319 bei Fincantieri im italienischen Monfalcone begonnen. Am 4. Juni 2021 erfolgte die Kiellegung und am 30. Mai 2022 schwamm die Explora I im Baudock auf.
Die erste Kreuzfahrt des Schiffes sollte ursprünglich bereits Ende Mai 2023 starten, wurde aber im Oktober 2022 auf Juli 2023 verschoben. Anfang Juli 2023 wurde bekannt, dass aufgrund fehlender Brandschutz-Zertifizierungen die Ablieferung erst am 20. Juli stattfinden könne. Auch die für den 8. Juli geplante Schiffstaufe und die für den 17. Juli ab Kopenhagen angesetzte Jungfernfahrt wurden abgesagt. Nach erfolgreichen Erprobungen wurde der Neubau schließlich am 20. Juli 2023 an die Reederei übergeben.
Die 7-tägige Jungfernfahrt nach Island begann am 1. August 2023 in Kopenhagen. Getauft wurde die Explora I von Sylvia Earle am 12. Oktober 2023 in Manhattan.

## Ausstattung
Die 461 Suiten, 9 Restaurants und sonstigen Einrichtungen der Explora I sind für bis zu 996 Passagiere ausgelegt und verteilen sich über mehrere Decks.